# Frederiksværks kommun
Frederiksværks kommun var en kommun i Frederiksborg amt i Danmark. Kommunen hade 20 324 invånare (2004) och en yta på 89,56 km². Frederiksværk är centralort. 2007 slogs kommunen samman med Hundesteds kommun och bildade Frederiksværk-Hundesteds kommun (sedan 2008 kallad Halsnæs kommun) i Region Hovedstaden.

## Borgmästare
- Knud Glamming, 1 april 1970–31 mars 1978[1]
- Frode Behrndtz, 1 april 1978–31 december 1981[1]
- Kirsten Ebbensgaard, 1 januari 1982–31 december 1985[1]
- Frode Behrndtz, 1 januari 1986–1996
- H.C. Mønsted, 1996–31 december 1997[1]
- Helge Friis, 1 januari 1998–31 december 2006[1]

Denna lista hämtas från Wikidata. Informationen kan ändras där.